# 312e division (Vietnam)

La 312e division vietnamienne, ou Sư đoàn 312 en vietnamien, est une unité militaire créée pendant la guerre d'Indochine par les forces vietminh pour lutter contre les troupes de l'Union française. À l'origine, la division eut un recrutement majoritairement de Thos de la région de la rivière Claire (Sông Lô en vietnamien).

## Chefs de corps
- 1950-1955, Le Trong Tan commandant en chef
- 1950 : Tran Do commissaire politique

## Organisation
La division est formée de 3 régiments d'infanterie ou Trung đoàn
- 141e régiment d'infanterie
- 165e régiment d'infanterie
- 209e régiment d'infanterie

## Décorations
- Huân chương Ít xa-la (décoration de la république populaire démocratique du Laos)
- Héros des forces armées populaires (Đơn vị Anh hùng lực lượng vũ trang nhân dân)
- Ordre d'Hồ Chí Minh (Huân chương Hồ Chí Minh (1984).

## Sources et bibliographies
- Général Võ Nguyên Giáp, Mémoires 1946-1954 : Tome 1 à 3, Anako, 2003.
- Eric Deroo et Christophe Dutrône, Le Viêt-Minh, Les Indes savantes, 2008.  (ISBN 978-2-84654-145-9).